# Баха-ад-дин аль-Амілі
Баха ад-Дін Мухаммад ібн ал-Хусайн ал-Амілі (1547, Баальбек — 1622, Ісфаган) — відомий сефевідський математик, астроном, філософ і поет. Був шейх-ал-ісламом при дворі шаха Аббаса I в Ісфагані.
Склав трактат «Сутність арифметики», «Трактат про арифметичні правила та геометричні вказівки», трактат «Роз'яснення небесних сфер», «Трактат про астролябію», «Трактат про визначення кіблів», «Трактат про дослідження глобуса», енциклопедичний трактат Чаша дервіша.
У трактаті «Роз'яснення небесних сфер» наголосив на можливості обертання Землі навколо осі. На його думку, вона не спростована сучасною наукою.
Йому належать збірки різноманітних відомостей з літератури, історії, догматичного богослов'я, суфізму. Він написав дидактичну поему «Молоко та цукор». Також він писав газелі та рубаї арабською та перською мовами.